# Parasinilabeo longiventralis
Parasinilabeo longiventralis är en fiskart som beskrevs av Huang, Chen och Yang 2007. Parasinilabeo longiventralis ingår i släktet Parasinilabeo och familjen karpfiskar. Inga underarter finns listade i Catalogue of Life.